# Vadlamudi
Vadlamudi est un village du district de Guntur dans l'État d'Andhra Pradesh en Inde.
Selon le recensement de l'Inde de 2011, la localité compte une population de 9 346 habitants.

## Géographie
Vadlamudi est situé au nord-est du siège du mandal, Chebrolu.

## Gouvernance
Le gram panchayat de Vadlamudi est le gouvernement local autonome du village. Elle est divisée en quartiers et chaque quartier est représenté par un membre du quartier. Le village fait partie de la région de la capitale de l'Andhra Pradesh et est sous la juridiction de l'APCRDA.

## Économie

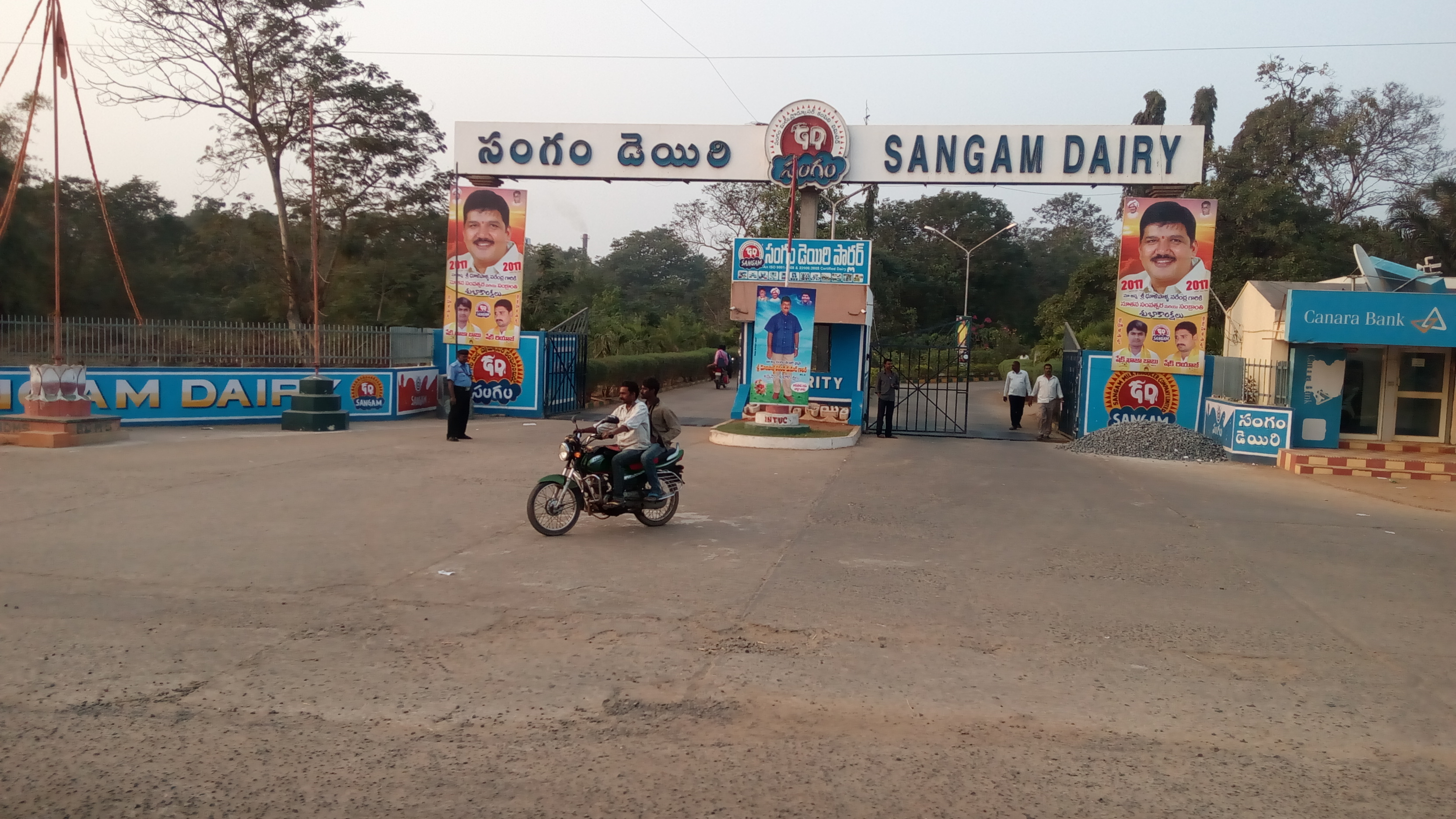
Laiterie Sangam à Vadlamudi

Sangam Dairy est une coopérative laitière de transformation du lait, créée par le syndicat des producteurs de lait du district de Guntur.

## Transport
La route Tenali – Narakodur traverse Vadlamudi. Les routes rurales relient le village à Chebrole, Penugudurupadu et Sreerangapuram.

## Éducation
Selon le rapport d’information scolaire pour l’année scolaire 2018-2019, le village compte un total de 7 écoles. Ces écoles comprennent trois Mandal Parishad et quatre écoles privées.